# Lloyd Hughes
Pour l’article homonyme, voir Hughes.
Lloyd Hughes est un acteur américain de film muet, né le 21 octobre 1897 à Bisbee, en Arizona, et mort le 6 juin 1958 à San Gabriel, en Californie.

## Biographie
Né à Bisbee dans l'Arizona, Hughes étudia à l'école Polytechnique de Los Angeles. 

### Famille
Hughes fut marié à Gloria Hope (1899-1976), actrice rencontrée sur le tournage de Tess of the Storm Country. Ils ont eu 2 enfants Donald et Isabel.

## Filmographie

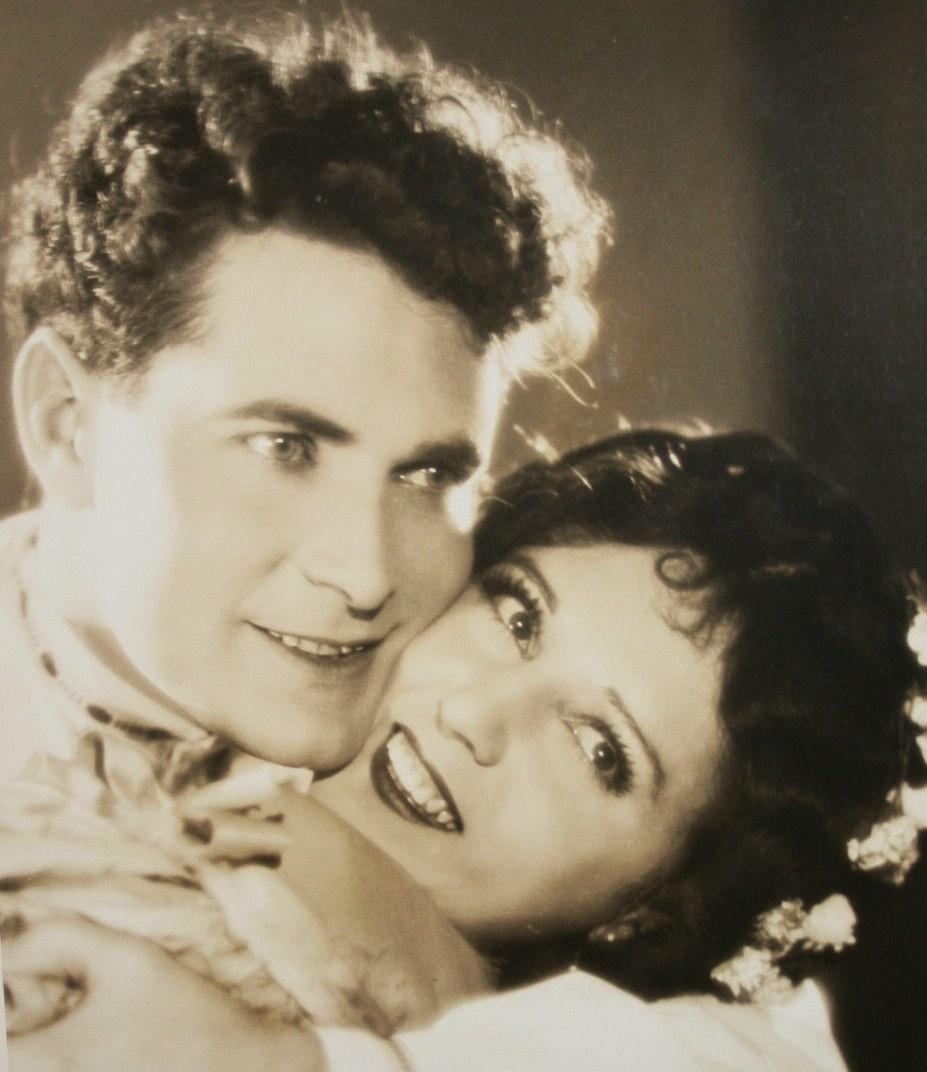
Lloyd Hughes et Jane Daly, dans L'Île mystérieuse (The Mysterious Island (1929).

- 1918 : La Proie pour l'ombre (Old Wives for New) de Cecil B. DeMille
- 1918 : Pour l'humanité (The Heart of Humanity) d'Allen Holubar
- 1919 : The Indestructible Wife
- 1919 : An Innocent Adventuress
- 1919 : The Haunted Bedroom
- 1919 : Le Tournant (The Turn in the Road) de King Vidor : Paul Perry
- 1919 : Satan Junior
- 1919 : The Virtuous Thief de Fred Niblo : Dick Armitage
- 1920 : La Ruée (Homespun Folks) de John Griffith Wray
- 1920 : Below the Surface
- 1920 : The False Road de Fred Niblo : Roger Moran
- 1920 : Dangerous Hours de Fred Niblo : John King
- 1921 : Hail the Woman
- 1921 : Love Never Dies de King Vidor : John Trott
- 1921 : Mother o' Mine
- 1921 : Beau Revel
- 1922 : Tess au pays des tempêtes (Tess of the Storm Country) de John S. Robertson : Frederick Graves
- 1923 : The Old Fool
- 1923 : Her Reputation
- 1923 : The Huntress de John Francis Dillon et Lynn Reynolds
- 1923 : Children of the Dust de Frank Borzage : Harvey Livermore
- 1923 : Are You a Failure?
- 1923 : Scars of Jealousy
- 1924 : The Dixie Handicap
- 1924 : La vie et la mort ont croisé le fer (In Every Woman's Life) d'Irving Cummings
- 1924 : Welcome Stranger
- 1924 : L'Aigle des mers (The Sea Hawk) de Frank Lloyd : Lionel Tressilian
- 1924 : The Whipping Boss
- 1924 : Untamed Youth
- 1924 : The Heritage of the Desert
- 1924 : The Judgment of the Storm
- 1925 : Scarlet Saint
- 1925 : The Half-Way Girl
- 1925 : The Desert Flower d'Irving Cummings
- 1925 : Déclassé de Robert G. Vignola
- 1925 : Sally
- 1925 : Le Monde perdu (The Lost World) de Harry O. Hoyt : Edward Malone
- 1925 : If I Marry Again
- 1926 : Valencia
- 1926 : Ladies at Play
- 1926 : Forever After
- 1926 : Pals First d'Edwin Carewe
- 1926 : Si tu vois ma nièce (Ella Cinders) de Alfred E. Green
- 1926 : High Steppers
- 1926 : Irene
- 1927 : No Place to Go
- 1927 : Chiffons (American Beauty)
- 1927 : Le Voile nuptial (The Stolen Bride) de Alexander Korda : Franz Pless
- 1927 : Too Many Crooks de Fred C. Newmeyer
- 1927 : An Affair of the Follies
- 1928 : Heart to Heart de William Beaudine
- 1928 : Three-Ring Marriage
- 1928 : Sailors' Wives
- 1929 : Acquitted de Frank R. Strayer
- 1929 : L'Île mystérieuse (The Mysterious Island) de Lucien Hubbard : Nikolai Roget
- 1929 : Loin vers l'est (Where East Is East) de Tod Browning : Bobby Bailey
- 1930 : Extravagance
- 1930 : Big Boy
- 1930 : Sweethearts on Parade
- 1930 : Moby Dick de Lloyd Bacon : Derek
- 1930 : The Runaway Bride
- 1930 : Hello Sister
- 1930 : Quand l'amour appelle (Love Comes Along) de Rupert Julian
- 1931 : Air Eagles
- 1931 : The Deceiver
- 1931 : Ships of Hate
- 1931 : The Sky Raiders
- 1931 : Hell Bound
- 1931 : Docteur Karlov (Drums of Jeopardy) de George B. Seitz
- 1932 : Heart Punch
- 1932 : The Miracle Man de Norman Z. McLeod
- 1932 : A Private Scandal
- 1934 : The Man Who Reclaimed His Head
- 1935 : Midnight Phantom
- 1935 : Rip Roaring Riley
- 1935 : Harmony Lane
- 1935 : Skybound
- 1935 : Reckless Roads
- 1935 : Society Fever de Frank R. Strayer
- 1935 : Honeymoon Limited
- 1935 : Ticket or Leave It
- 1935 : Public Hero #1
- 1935 : Social Error
- 1936 : A Man Betrayed de John H. Auer
- 1936 : Kelly of the Secret Service
- 1936 : The Little Red Schoolhouse
- 1936 : A Face in the Fog
- 1936 : Night Cargo
- 1937 : Clipped Wings
- 1937 : Blake of Scotland Yard
- 1937 : Broken Melody
- 1937 : Lovers and Luggers
- 1938 : I Demand Payment
- 1938 : Numbered Woman
- 1939 : La Tragédie de la forêt rouge (Romance of The Redwoods) de Charles Vidor